# نهر مسيار (أبشار)
نهر مسيار (بالفارسية: نهرمسیر) هي منطقة سكنية تقع في إيران في أبشار. يقدر عدد سكانها بـ 3,221 نسمة .